# Gustave Moreau
Gustave Moreau (født 6. april 1826, død 18. april 1898) var en fransk maler. Han blev født og døde i Paris.
Moreau malede hovedsagelig kristne og mytologiske figurer. Som formidlere af litterære idéer snarere end visuelle, appellerede hans billeder til enkelte forfattere og kunstnere inden for symbolismen, som anså Moreau som en foregangsmand for deres bevægelse.
Han blev udnævnt til professor ved École des Beaux-Arts i Paris i 1891 og havde blandt andet fauvistmalerne Henri Matisse og Georges Rouault som sine studenter.
Han er begravet på Cimetière de Montmartre i Paris.
Musée Gustave Moreau i Paris er et af byens mest ekstravagante. Museet er hans tidligere atelier og bolig og blev åbnet for publikum i 1903.

## Galleri
| - Forældre, portræt og bolig, senere museum - Moren Pauline Moreau, udateret Af Moreau - Faren arkitekt Louis Moreau, ca 1850 Af Moreau - Degas: Portræt af Gustave Moreau, o. 1860 - Moreaus lejlighed i hans hus på Rue La Rochefoucauld i Paris, som nu er museum - Billeder ophængt på Musee Gustave-Moreau i Paris, hans tidligere bolig |

| - Tidlige værker - 'Sangenes sang' (Højsangen), 1853 Le Cantique des cantiques. - Hundefører, 1854 Valets de chiens - Rytter, ca. 1854 - Pietà, 1854 - Athenere overlades til Minotauros i den kretensiske labyrint, 1855 Les Athéniens livrés au Minotaure dans le labyrinthe de Crète - Hesiod og musen, 1857 Hésiode et la Muse |

| - Andre værker af Gustave Moreau - Oedipus og sfinksen, 1864 Œdipe et le Sphinx(en)] - Diomedes fortæres af sine heste(en), 1865 Diomède dévoré par ses chevaux - Jason og Medea(en), 1865 - Thrakisk pige bærer Orfeus' hoved på hans lyre, 1865 Orpheus - Prometheus, 1868 - Andromeda, 1867-69 - Bortførelse af Europa, ca. 1869 Enlèvement d'Europe - Deianeira (no), 1872 - Moses som spæd, 1876-78 Le nourrisson Moïse - Herakles/Herkules og hydraen fra Lerna, 1876 Hercule et l'Hydre de Lerne |

| - Salome danser foran Herodes, 1876 Salomé dansant devant Hérode - Jacob og englen, 1878 Jacob et l'ange - Alexander den Stores triumf, ca. 1885 Le Triomphe d'Alexandre le Grand - Den mystiske blomst, ca. 1890(en) Fleur mystique - Hesiod og musen, 1891 - Jupiter og Semele, 1894-95(en) |